# 하마구치 하루히로
하마구치 하루히로(일본어: 濱口遥大, 1995년 3월 16일 ~ )는 일본의 야구 선수이자, 현 센트럴 리그 요코하마 DeNA 베이스타스의 소속 선수(투수)이다.